# Museo del Risorgimento (Imola)
Il Museo del Risorgimento è stato uno spazio espositivo situato a Imola e dedicato al Risorgimento. È stato disallestito nel 2001.

## Storia
Fu fondato nel 1938 da Romeo Galli, bibliotecario e conservatore dei musei imolesi. Il museo è ospitato all'interno di alcuni locali dell'ex convento di San Francesco, che è anche sede della biblioteca comunale e del teatro cittadino. I primi cimeli provengono dal lascito del patriota Antonio Domenico Gamberini, mentre la restante parte dei reperti è stata reperita dalla società civile imolese tra il 1906 al 1938, anno di apertura del museo.
Le sue esposizioni, che coprono un arco temporale che va dall'epoca napoleonica alla prima guerra mondiale, con particolare attenzione ai cimeli legati alla zona, sono costituite da divise militari, armi, documenti, stampe e lettere.
La collezione parte dal periodo napoleonico per arrivare ai moti del XIX secolo e alla prima guerra d'indipendenza. Le esposizioni proseguono con la seconda guerra d'indipendenza e con le campagne garibaldine, per terminare con i cimeli risalenti alla prima guerra mondiale e alle guerre coloniali. 
Nel gennaio del 2001 il materiale esposto, allo scopo di preservarlo, a causa delle condizioni climatiche non più adeguate alle sale, fu trasferito, separando materiale cartaceo e cimeli, in ambienti idonei alla conservazione, nei depositi della Biblioteca comunale, dell'Archivio storico comunale e presso il Museo di San Domenico, dove giace ancora oggi.